# Matija Vertovc

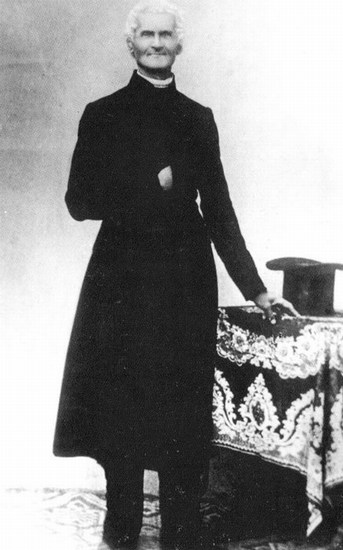
Foto di Matija Vertovc

Matija Vertovc o Vertovec o Vertoz (Samaria, 28 gennaio 1784 – San Vito di Vipacco, 2 settembre 1851) è stato uno storico, agronomo scrittore sloveno, primo scrittore in lingua slovena di opere sulla viticoltura e vinificazione.

## Biografia
Matija Vertovc nacque il 28 gennaio 1784 sulle colline del Vipacco (Vipavski griči) nell'agglomerato Jakulini nei pressi del paese di Samaria (in sloveno Šmarje), oggi una frazione del comune di Aidussina in Slovenia.
La sua formazione intellettuale iniziò dapprima alla scuola parrocchiale di Vipava presso la quale insegnava il parroco locale. Successivamente ebbe modo di proseguire col Ginnasio a Gorizia, col Liceo a Graz e con Seminario a Lubiana. Tornò a Gorica per concludere la sua formazione e, ordinato sacerdote nel 1807, svolse il suo primo incarico di cappellano e assistente del parroco presso la parrocchia di Planina pri Ajdoviščin. Qui rimase dal 1807 al 1913. Successivamente chiese trasferimento a Št. Vid pri Vipavi.
Come sacerdote, si è contraddistinto per attenzione alla istruzione locale, assistenza sanitaria e progresso economico delle realtà rurali. Nei territori di Planina ebbe modo di formare i contadini locali sulle tecniche di viticoltura e vinificazione che egli stesso aveva imparato tanto dall'esperienza personale quanto dallo studio. Si interessò anche di misure sanitarie per affrontare le malattie infettive degli ovini.
Non si limitò agli animali la sua attenzione nel prevenire malattie e si prodigò affinché la popolazione locale venisse vaccinata.
Nel 1851, a 67 anni, per problemi di salute, si trasferisce dal nipote Filip Vertovec presso la cui abitazione muore il 2 settembre.

## Opere
- Vinske terte hvala: articolo del 1843 apparso nel giornale Kmetijske in rokodelske novice nel quale intesse un elogio alla vite e chiede, pubblicamente, al poeta France Prešeren di scrivere anche lui un poema che elogi quest'albero. Dopo un anno, il celebre poeta sloveno scriverà Zdravljica che fa riferimento proprio alle die di Vertovc dalle cui strofe sarà preso anche l'inno nazionale della Slovenia musicato dal sacerdote Stanko Premrl (1880-1965).
- Vinoreja[1]: del 1844, costituisce lo primo scritto in lingua slovena ad affrontare la tematica della coltivazione delle viti e della produzione del vino. Quanto descritto nel trattato è frutto degli studi personali del dotto sacerdote e della sua esperienza sul campo nella coltivazione nella Valle del Vipava.
- Občina Povestnica, 2 Bde (der zweite Band mitverfaßt von Miha Verne)[2]: del 1853. Opera postuma curata da Miha Vernè che raccoglie scritti dai suoi manoscritti.